# Alberto María de Borbón y d'Ast
Alberto María Francisco de Paula Enrique Vicente Ferrer Luis Isidro Benigno Oscar de Borbón y d'Ast (Madrid, 12 de febrero de 1883-Valladolid, 1 de diciembre de 1959), fue el II duque de Santa Elena, grande de España como sucesor de su padre al título.

## Biografía
Hijo de Alberto Enrique María de Borbón y Castellví, I marqués y I duque de Santa Elena grande de España (hijo de infante Enrique de Borbón y Borbón-Dos Sicilias), y de su primera mujer Marguerite d'Ast de Novelé.
Luego de estudiar Derecho, ingresó a la Academia de Caballería, donde obtuvo el grado de capitán. Al producirse el advenimiento de la República, fue retirado del escalafón militar por la ley Azaña; sin embargo, se reintegró al Ejército uniéndose al bando sublevado.
Afectado por una enfermedad crónica, pasó a la reserva con el grado de coronel y falleció en Valladolid en 1959. 

## Matrimonio y descendencia
Contrajo matrimonio en Madrid el 10 de julio de 1908 con María Luisa Pintó y Lecanda (Valladolid, 30 de abril de 1887 - Madrid, 13 de diciembre de 1977), hija de José Antonio Pintó y Lara y de su mujer María de Lecanda y Toca, y tuvieron dos hijos: 
- Alfonso María Alberto Luis José de Calasanz Antonio de Paula Javier Pedro Regalado de Borbón y Pintó, VIII marqués consorte de Santa Fe de Guardiola (Valladolid, 27 de agosto de 1909 - muerto luchando en la guerra civil española, Lérida, 25 de diciembre de 1938), Teniente de Caballería, Comandante del Tercio de Mola, se casó en Madrid el 19 de marzo de 1933 con María de las Angustias Pérez del Pulgar y Alba, XIII marquesa de Santa Fe de Guardiola (Valladolid, 17 de octubre de 1907 - Valladolid, 8 o 18 de junio de 1939), con descendencia
- María Luisa Margarita María del Corazón Guadalupe Francisca de Sales de Borbón y Pintó (San Sebastián, 6 de septiembre de 1918), casó en Valladolid el 26 de abril de 1941 con su primo segundo Nicolás de Gereda y Bustamante (Valladolid, 11 de abril de 1916), Oficial de Caballería, hijo de Nicolás de Gereda y Velarde y de su mujer Margarita de Bustamante y Pintó, de quién tiene tres hijos: 
  - Nicolás de Gereda y Borbón (Valladolid, 8 de marzo de 1942), casado con Ana María Cuadra y Vega (Valladolid, 11 de agosto de 1944), de quién tiene cuatro hijas y un hijo: 
    - Ana Cristina de Gereda y Cuadra (Valladolid, 25 de julio de 1973)
    - Mónica Luisa de Gereda y Cuadra (Valladolid, 31 de agosto de 1974)
    - Nicolás Alfonso de Gereda y Cuadra (Valladolid, 17 de noviembre de 1975)
    - María de las Mercedes de Gereda y Cuadra (Valladolid, 12 de febrero de 1979)
    - Leticia de Gereda y Cuadra (Valladolid, 26 de agosto de 1983)

  - Alfonso de Gereda y Borbón (Montevideo, 6 de agosto de 1943), casado con Paloma Álvarez de Estrada y Jauregui (Madrid, 11 de febrero de 1944), sin descendencia
  - Carlos de Gereda y Borbón (Montevideo, 24 de enero de 1947 - Madrid, 29 de agosto de 2017), casado con María de las Nieves Castellano y Barón (San Sebastián, 24 de septiembre de 1947), XV marquesa de Almazán, sin descendencia

## Títulos y distinciones

### Títulos
- 1883-1917: Ilustrísimo Señor Don Alberto de Borbón y d'Ast
- 1917-1940: Excelentísimo Señor Don Alberto de Borbón y d'Ast
- 1940-1959: Excelentísimo Señor Don Alberto de Borbón y d'Ast, duque de Santa Elena

### Distinciones
- Gran Cruz de la Orden de Carlos III
- Gran Cruz y Placa de la Orden de San Hermenegildo
- Gran Cruz de la Orden de la Corona de Italia

Fue, además, gentilhombre de cámara del rey con ejercicio y servidumbre.
- Datos: Q5663282